# Rockwell B-1 Lancer
Рокуэлл B-1 «Лансер» (англ. Rockwell B-1 Lancer — Улан) — американский сверхзвуковой стратегический бомбардировщик с крылом изменяемой стреловидности.
Разработан в 1970—80-х годах компанией Rockwell International. Состоит на вооружении Военно-воздушных сил США с 27 июля 1985 года. Создавался в качестве носителя ядерного оружия для замены B-52, однако в начале 1990-х началось переоборудование самолётов B-1 для оснащения их обычными вооружениями.
В окончательной версии бомбардировщика (B-1B) реализована концепция маловысотного прорыва ПВО посредством полёта на сверхмалых высотах с огибанием рельефа местности.

## История
Предыстория
В декабре 1957 года ВВС США приняли предложение компании North American Aviation заменить парк стратегических бомбардировщиков Boeing B-52 Stratofortress на XB-70 Valkyrie. XB-70 — шестимоторный реактивный бомбардировщик, способный на полёт со скоростью 3 Маха на высоте 21 км, что делало его практически неуязвимым для истребителей противника. Советские самолёты-перехватчики не могли перехватить самолёт, летающий на такой высоте, как и разведчик Lockheed U-2. К тому же, «Валькирия» могла развивать намного более высокую скорость. 
Однако, к концу 1950-х зенитные ракеты (ЗУР) достигли такой степени развития, что могли сбивать высоколетящие цели, что и подтвердило сбивание U-2 Пауэрса в 1960 году над Уралом.
Ещё до сбивания U-2 стратегическое командование ВВС США сочло необходимым изменить тактику на прорыв на малой высоте. Эта тактика позволяла уменьшить расстояние, на котором производилось обнаружение самолёта радарами ПВО. В то время ЗУР ПВО не обладали необходимой эффективностью при стрельбе по низколетящим целям, к тому же низколетящие цели с трудом поддавались обнаружению радиолокаторами перехватчиков из-за сложностей выделения цели на фоне подстилающей поверхности. Большое воздушное сопротивление на низких высотах вынудило бы использовать XB-70 на околозвуковых скоростях и значительно уменьшило бы радиус их применения. В итоге оказалось, что «Валькирия» будет вынуждена летать на скоростях, сопоставимых со скоростью B-52, который она должна была заменить, к тому же будет обладать меньшим радиусом действия. 
Проект «Валькирии» был закрыт по распоряжению президента США Джона Кеннеди в 1961 году, как неподходящий для новой роли и в связи с растущей ролью межконтинентальных баллистических ракет, а два построенных прототипа XB-70 использовались в сверхзвуковых исследованиях.
В-52, никогда не предназначавшийся для маловысотного прорыва ПВО, смог опередить своего предполагаемого конкурента и остался в строю ещё на 55 лет.
Разработка
Разработка самолёта компанией Rockwell International пережила множество задержек, в основном из-за сложности теории стратегического баланса между гибким реагированием и ядерным паритетом. 

Климатические испытания B-1B

Первоначальная версия самолёта, B-1A, Первоначальная версия B-1 Lancer, известная как B-1A, была разработана в 1970 году. Этот стратегический бомбардировщик создавался для замены устаревших машин и повышения эффективности американского авиационного флота. B-1A провел несколько тестовых полетов в конце 1970-х, но из-за изменений в оборонной стратегии и бюджетных ограничений проект временно приостановили.(первый полёт — 23 декабря 1974), но три года спустя по политическим соображениям было решено прекратить программу — производство было прекращено после изготовления первых 4 прототипов. 

Работы по созданию бомбардировщика были возобновлены после прихода к власти в 1981 году президента Рональда Рейгана и в 1980 году на базе B-1A был создан B-1B, как самолёт маловысотного прорыва ПВО (первый полёт — ???); он поступил на вооружение ВВС США в 1985 году.
Самолёт поступил в распоряжение стратегического командования ВВС США в качестве носителя ядерного оружия. 
В 1990-х годах его переоборудовали в носитель тактического вооружения.
Эксплуатация
В 1998 году самолёт получил боевое крещение во время операции «Лиса пустыни» и во время операции НАТО в Косово в следующем году. Также самолёт принял участие в военных операциях США и НАТО в Ираке и Афганистане.
В 2010-х B-1B олицетворял сверхзвуковую составляющую дальней авиации США, наряду с дозвуковыми B-52 и B-2 Spirit и являлся единственным находящимся на вооружении ВВС США самолётом с изменяемой стреловидностью крыла после прекращения использования EF-111 Raven (модификация F-111) в 1998 году и палубных F-14 Tomcat в 2006 году.
Самолёту принадлежит 61 мировой рекорд по скорости, дальности, нагрузке и скороподъёмности (по данным производителя — более 100).
В период с 2013 по 2016 годы самолеты налетали почти 47 тыс. часов за границей (в эти показатели не включены миссии постоянного присутствия бомбардировщиков или более короткие ротации в Европу и в регион Тихого океана), из-за их интенсивного использования более 10 лет на Ближнем Востоке в качестве единственного американского сверхзвукового бомбардировщика с большой полезной нагрузкой флот Lancer неоднократно выходил из строя и требовал обширного обслуживания. 

На 2019 год американская армия располагает «единицами» находящихся в боеготовности стратегических бомбардировщиков B-1B Lancer, что ограничивает возможности Пентагона по нанесению ударов дальней авиацией. Причиной такого состояния самолетов является их «почтенный» возраст и отсутствие необходимых для их обслуживания ресурсов. За последний год полеты этих бомбардировщиков приостанавливали из-за технических неполадок два раза (см. Происшествия). 

На начало 2021 года в парке активного использования осталось 57 машин. Имеются планы сократить активный парк Lancer до 45 единиц, чтобы обеспечить эффективную поддержку наиболее функциональных образцов (ранее стало известно о разрешении Конгресса изъять, использовать в испытательных целях или и вовсе отправить в музеи 17 машин).
В феврале 2021 года ВВС США объявили о выводе из эксплуатации 17 B-1, оставив в эксплуатации 45 самолетов. Четыре из них будут храниться в состоянии, позволяющем при необходимости вернуться в строй. Из 17 списанных бомбардировщиков один был отправлен на  базу ВВС Тинкер (Оклахома) в качестве прототипа для оказания услуг по ремонту конструкций; другой отправился в Эдвардс для проведения наземных испытаний; третий отправился на базу ВВС Барксдейл (Луизиана), где он будет храниться в Музее мировой энергетики Барксдейла, а еще один (86-0101) будет использоваться Национальным институтом авиационных исследований (NIAR) в Государственном университете Уичито в качестве объекта исследования и будет разобран.

Полностью отказаться от использования этих бомбардировщиков американские военные планируют к 2036 году.

## Производство
Сборка самолётов осуществлялась генеральным подрядчиком на Палмдейлском авиазаводе № 42.
В производстве различных аэродинамических элементов, узлов, агрегатов и бортового оборудования самолёта были задействованы следующие коммерческие структуры:
Системная интеграция (самолёт в целом) — Rockwell International Corp., Палмдейл, Калифорния (CPIF, 90/10%)
- Электрическая мультиплексная система — Radiation, Inc., Мелборн, Флорида (CPIF);
- Парашютно-спасательная система — Pioneer Parachute Co., Inc.[англ.], Манчестер, Коннектикут (CPIF);
- Резервный источник энергопитания — Garrett AiResearch Corp.[англ.], Финикс, Аризона (CPIF);
- Система регулирования наддува, температуры, герметизации и рециркуляции воздуха в кабине — United Aircraft Corp., Hamilton Standard Division[англ.], Виндзор-Локс, Коннектикут (CPIF);
- Привод постоянной скорости генератора переменного тока — Sundstrand Corp.[англ.], Рокфорд, Иллинойс (FFP);
- Воздушно-аккумулирующая электроустановка — Teledyne-McCormick Selph Co.[англ.], Холлистер, Калифорния (FFP);
- Пневмоамортизатор — Goodyear Aerospace Corp., Акрон, Огайо (FFP);
- Реактивная система управления и гироскопической стабилизации — Northrop Corp., Норвуд, Массачусетс (FPI);
- Авиагоризонт и гировертикаль — Goodyear Aerospace Corp., Акрон, Огайо (FFP);
- Система подачи топлива самотёком — Simmonds Precision Products, Inc., Вердженс, Вермонт (FFP);
- Вычислитель системы воздушных сигналов — AiResearch Manufacturing Co.[англ.], Торренс, Калифорния (FFP);
- Прибор гироскопической стабилизации — Northrop Corp., Норвуд, Массачусетс (FFP);
- Автоматическая бортовая система управления — Sperry Rand Corp., Финикс, Аризона (FPI);
- Центральная встроенная контрольно-проверочная система (устройство сбора данных, аппаратура аэрофотосъёмки, контрольно-индикаторный прибор) — Instrument Systems Corp.[англ.], ISC Telephones Division, Хантингтон, Лонг-Айленд, Нью-Йорк (FFP);
- Электронное вычислительное устройство контрольно-проверочной системы — IBM Corp., Овиго, Нью-Йорк (FFP);
- Идикатор вертикальной обстановки — Sperry Rand Corp., Sperry Flight System Division, Финикс, Аризона (FFP);
- Система регулирования подачи воздуха — Vap-Air Corp., Vap-Air Division, Чикаго, Иллинойс (FFP);
- Блок управления воздухозаборника — Bendix Corp., Тетерборо, Нью-Джерси (FFP);
- Парашютно-тормозная система — Goodyear Aerospace Corp., Акрон, Огайо (CPIF);
- Отводящие воздуховоды — Stainless Steel Products, Inc., Бербанк, Калифорния (FFP);
- Система регулирования воздухозаборника — Western Gear Corp., Лос-Анджелес, Калифорния (FFP);
- Система привода закрылков и предкрылков — Kelsey Hayes, Co., Спрингфилд, Огайо (FFP)
- Система изменения стреловидности крыла — Sundstrand Corp.[англ.], Рокфорд, Иллинойс (FFP);
- Стойки шасси — Cleveland Pneumatic Co., Кливленд, Огайо (FFP);
- Обтекатель — Brunswick Corp.[англ.], Марион, Виргиния (FFP);
- Вращающаяся пусковая установка — Kelsey Hayes, Co., Спрингфилд, Огайо (FFP)
- Створки доступа к двигателю — Kaman Aerospace Corp., Блумфилд, Коннектикут (FFP)
- Горизонтальные и вертикальные стабилизаторы — Martin Co., Балтимор, Мэриленд (FFP);
- Рулевые поверхности и зализы крыльев — Kaman Aerospace Corp., Блумфилд, Коннектикут (FFP);

Авиадвигатель — General Electric Co., Эвендейл, Огайо (CPIF, 80/20%)
- Лопасти компрессора высокого давления — Fansteel Metallurgical Corp., Precision Sheet Metal, Inc., (Division), Лос-Анджелес, Калифорния (FFP);
- Воздуховодная система — Advance Structures Technology, Inc., Санта-Ана, Калифорния (FFP);
- Бандаж турбины высокого давления, маслопроводы, маслосборники — Windsor Manufacturing Co., Хартфорд, Коннектикут (FFP);
- Главный регулятор подачи топлива — Woodward Governor Co.[англ.], Рокфорд, Иллинойс (FFP);
- Трубки смесительной системы — Roark Welding & Engineering Co., Индианаполис, Индиана (FFP);
- Штампованные детали — Wyman-Gordon Co.[англ.], Вустер, Массачусетс (FFP);
- Система приводов двигателя — National Water Lift Co., Каламазу, Мичиган (FFP);
- Лопасти вентилятора турбины и редуктор — Kelsey Hayes, Co., Спрингфилд, Огайо (FFP);
- Топливные форсунки — Parker-Hannifin Corp., Accessories Division, Кливленд, Огайо (FFP);

Авионика — Boeing Co., Сиэтл, Вашингтон (CPIF, 85/15%)
- Авиационное электронное оборудование — Singer Corp., Kearfott Division[англ.], Литл-Фолс, Нью-Джерси (FFP);
- Центральное записывающее устройство, диспетчер оперативной памяти — IBM Corp., Овиго, Нью-Йорк (FFP);
- Радиолокатор переднего обзора AN/APQ-144 — General Electric Co., Ютика, Нью-Йорк (FFP);
- Радиолокатор системы автоматического следования рельефу местности AN/APQ-146 — Texas Instruments, Даллас, Техас (FFP);

Аппаратура радиочастотного мониторинга и радиоэлектронного подавления — Cutler-Hammer, Inc., AIL Division, Дир-Парк, Нью-Йорк (60/40%)
- Передатчики — Hallicrafters Corp.[англ.], Роллинг-Мидоуз, Иллинойс (CPIF);
- Антенны — SEDCO Systems, Inc., Фармингдейл, Лонг-Айленд, Нью-Йорк (CPIF);

Поставщики бортового оборудования по госзаказам (GFAE)
- Инерциальная навигационная система LN-15S — Litton Systems, Inc., Вудленд-Хиллз, Калифорния;
- Доплеровская радиолокационная станция AN/APX-185 — Laboratory for Electronics, Inc., Бостон, Массачусетс;
- Радиовысотомер AN/APN-194 — Minneapolis-Honeywell Regulator Co., Special Systems Division, Потстаун, Пенсильвания;
- Приёмопередающая станция коротковолнового диапазона AN/ARC-123 — Avco Corp., Electronics Division, Цинциннати, Огайо;
- Азимутально-дальномерная радиосистема ближней навигации AN/ARN-84 — Hoffman Electronics Corp.[англ.], Military Products Division, Эванстон, Иллинойс;
- Система радиолокационного опознавания AN/APX-64 — Stewart-Warner Corp.[англ.], Electronics Division, Чикаго, Иллинойс;
- Система взлёта и посадки по приборам AN/ARN-108,
 Ультракоротковолновый приёмник амплитудно-модулированных сигналов AN/ARC-109,
 Ультравысокочастотный автоматический радиопеленгатор AN/ARA-50 — Collins Radio Co.[англ.], Сидар-Рапидс, Айова;
- Радиолокационный маяк-ответчик x-диапазона AN/APX-78 — Motorola, Inc., Military Electronics Division, Скоттсдейл, Аризона;
- Бортовое переговорное устройство AN/AIC-27 — Hughes Aircraft Co., Electronic Manufacturing Division, Лос-Анджелес, Калифорния;
- Кодовый переключатель A/37A-8 — Sandia Corp.[англ.], Альбукерке, Нью-Мексико;
- Блок аппаратуры цифровой полудуплексной передачи голосовых сигналов TSEC-KY28 (NESTOR) — Magnavox Corp., Форт-Уэйн, Индиана;
- Засекречивающая аппаратура голосовой связи системы радиолокационного опознавания KIT-1 A/TSEC — Hazeltine Electronics Corp.[англ.], Гринлон, Лонг-Айленд.

  — контракт отменен
В скобках приводятся типы контрактов:
 CPIF — контракт с оплатой затрат по себестоимости и поощрительным вознаграждением;
 FFP — контракт с твёрдо фиксированной ценой;
 FPI — контракт с фиксированной ценой и поощрительным вознаграждением.
 В процентном соотношении дано распределение суммы конкретного госконтракта (90 % — подрядчик, 10 % — субподрядчики)

## Модификации

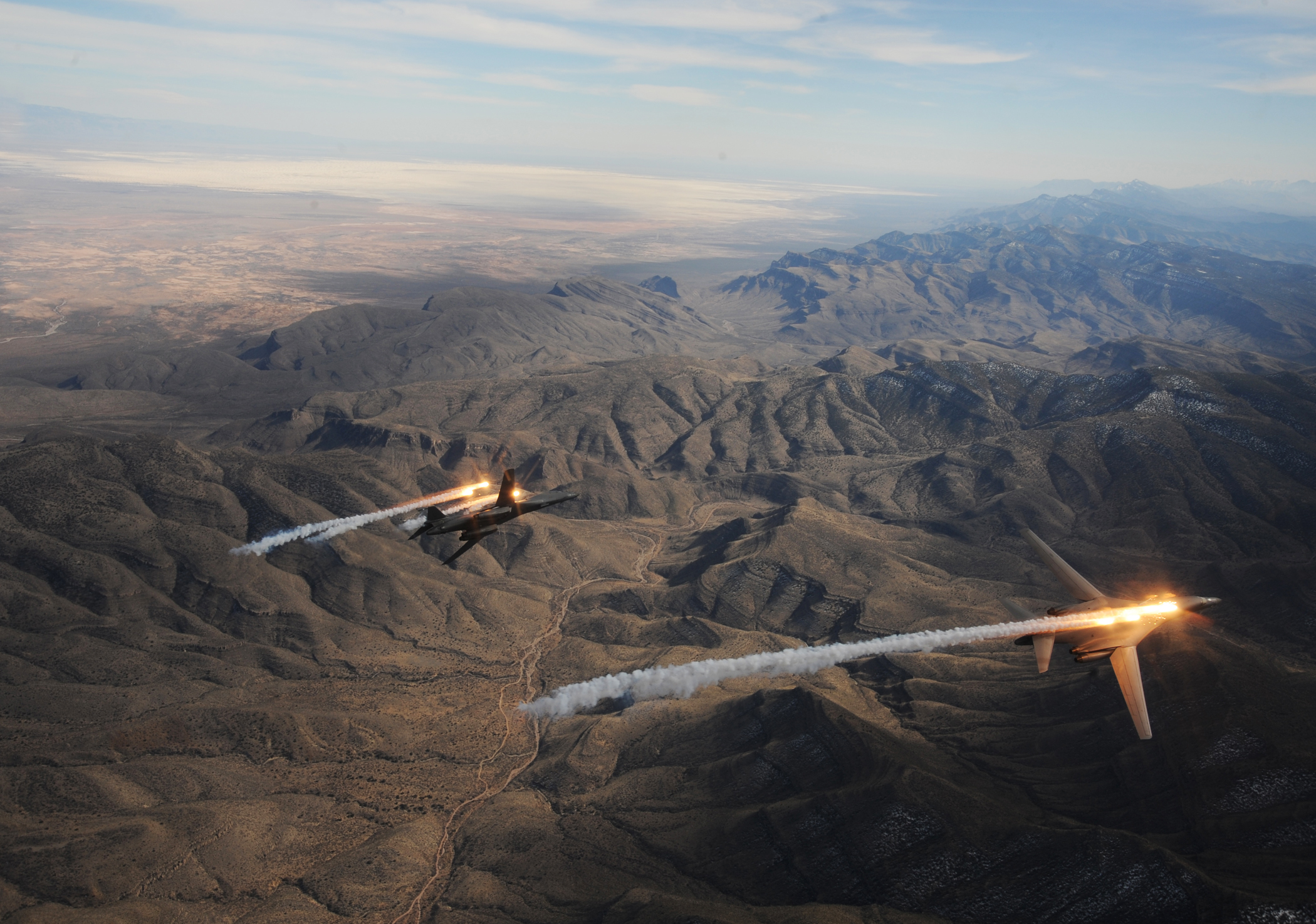
Манёвры двух B-1B над Нью-Мексико. 24 февраля 2010 года

- B-1A (произведено 4 машины)
 Версия, построенная по изначальному техзаданию B-1, с регулируемыми воздухозаборниками и максимальной скоростью в 2,2 маха[10][11]. В качестве системы спасения экипажа устанавливалась одна катапультируемая капсула, в которой самолёт покидали все четыре члена экипажа вместе[12].
- B-1B (произведено 100 машин)
 Пересмотренный вариант B-1, с применением технологий радиолокационной малозаметности и максимальной скоростью 1,25 маха. Реализована концепция самолёта маловысотного прорыва ПВО посредством возможности полёта на сверхмалых высотах с огибанием рельефа местности[11]. Для спасения экипажа используется система из четырёх индивидуальных катапультируемых кресел ACES II, над каждым из которых расположен свой персональный аварийный люк. Во время полёта каждый член экипажа зафиксирован в своём кресле и может катапультироваться независимо от остальных. Покинуть B-1B одновременно всем экипажем невозможно; предусмотрено поочерёдное катапультирование: сначала сидящие сзади операторы вооружения и оборонных систем, затем пилоты — чтобы члены экипажа не могли врезаться друг в друга. За время использования персональные катапультируемые кресла ACES II доказали свою надёжность и низкий уровень травмирования человека при катапультировании[12].
- B-1R (в стадии разработки)
 Вариант, выдвинутый в качестве модернизации B-1B[13]. 
 По замыслу разработчиков, B-1R (R — обозначает «региональный») должен получить новые РЛС, ракеты класса воздух-воздух и новые двигатели Pratt & Whitney F119. Предположительно, данный вариант самолёта будет иметь максимальную скорость в 2,2 маха, но дальность полёта будет на 20 % меньше, чем у предшественника[14].

## Модернизации
В 2012 году на вооружении ВВС США состоит 66 бомбардировщиков B-1B, средний возраст которых составил 24,1 года. В связи с этим данные бомбардировщики прошли и проходят ряд модернизаций.
Conventional Mission Upgrade Program (CMUP) — программа, начавшаяся в 1993 году, по переоборудованию B-1B для оснащения их обычными вооружениями. 

В рамках программы были реализованы следующие модернизации:
- Block B — обновление программного обеспечения бортовых систем.
- Block С — оснащение кластерными бомбами CBU-87/89/97.
- Block D (1993—2003) — оснащение буксируемой волоконно-оптической системой ложных целей AN/ALE-50, коммуникационной системой AN/ARC-210, добавление в авионику поддержки GPS-навигации, оснащение высокоточными корректируемыми бомбами GBU-31 Joint Direct Attack Munition (JDAM).
- Block E (1996—2004) — модернизация информационных систем для поддержки более широкой номенклатуры вооружений, интеграция с вооружением типа Wind Corrected Munition Dispenser (WCMD), Joint Stand-Off Weapon (JSOW), и Joint Air-to-Surface Standoff Missile (JASSM).
- Block F (1997—2008) — оснащение средством радиоэлектронной борьбы AN/ALQ-214 IDECM и системой предупреждения об облучении AN/ALR-56M.

Cockpit Upgrade Program (CUP) — программа по обновлению кабины пилотов. В рамках программы на B-1B были установлены ЖКД и прочие более продвинутые электронные устройства. 

Link-16 — программа по оснащению самолётов каналом связи Link-16, позволяющим автоматически обмениваться данными с другими самолётами в режиме реального времени.
2016:  намерены провести плановые работы по модернизации оснащения кабин пилотов.
После проведения модернизации B-1B ВВС США планирует сохранить данные самолёты на вооружении до 2038 года.

## Реестр
| №   | Заводской № | ФОТО                                                                        | Примечание                                          | №   | Заводской № | ФОТО | Примечание                                                   |
| 001 | 74-0158     |                                                                             | Разобран в конце 70х                                | 49  | 85-0089     |      |                                                              |
| 002 | 74-0159     |                                                                             | Авиакатастрофа                                      | 50  | 85-0090     |      |                                                              |
| 003 | 74-0160     |                                                                             | Музей Wings Over the Rockies                        | 51  | 85-0091     |      | Авиакатастрофа                                               |
| 004 | 76-0174     |                                                                             | Музей возле авиабазы Оффатт                         | 52  | 85-0092     |      | Списан, Тусон — авиабаза Дэвис-Монтан                        |
| 1   | 82-0001     |                                                                             | Разрезан на авиабазе Эллсуорт в мае 95-го.          | 53  | 86-0093     |      |                                                              |
| 2   | 83-0065     |                                                                             | В парке Дайс, на базе ВВС Дайс                      | 54  | 86-0094     |      |                                                              |
| 3   | 83-0066     |                                                                             | Экспонат на базе ВВС США Маунтин-Хом                | 55  | 86-0095     |      |                                                              |
| 4   | 83-0067     |                                                                             | Музей авиации и космонавтики Южной Дакоты           | 56  | 86-0096     |      | Списан, Тусон — авиабаза Дэвис-Монтан                        |
| 5   | 83-0068     |                                                                             | В парке Reflections of Freedom                      | 57  | 86-0097     |      |                                                              |
| 6   | 83-0069     |                                                                             | Музей авиации, база ВВС Робинс                      | 58  | 86-0098     |      |                                                              |
| 7   | 83-0070     |                                                                             | Аэрокосмический музей Хилл                          | 59  | 86-0099     |      | Стал Лабораторией для наземных испытаний на авиабазе Эдвардс |
| 8   | 83-0071     |                                                                             | У главных ворот базы ВВС Тинкер                     | 60  | 86-0100     |      | Списан, Тусон — авиабаза Дэвис-Монтан                        |
| 9   | 84-0049     |                                                                             | Списан, находится на авиабазе Эдвардс               | 61  | 86-0101     |      | Списан, в Национальном институте авиационных исследований    |
| 10  | 84-0050     |                                                                             | Списан, Тусон — авиабаза Дэвис-Монтан               | 62  | 86-0102     |      |                                                              |
| 11  | 84-0051     |                                                                             | Национальный музей ВВС США                          | 63  | 86-0103     |      |                                                              |
| 12  | 84-0052     |                                                                             | Авиакатастрофа                                      | 64  | 86-0104     |      |                                                              |
| 13  | 84-0053     |                                                                             | Списан, Тусон — авиабаза Дэвис-Монтан               | 65  | 86-0105     |      |                                                              |
| 14  | 84-0054     |                                                                             | Списан, Тусон — авиабаза Дэвис-Монтан               | 66  | 86-0106     |      | Авиакатастрофа                                               |
| 15  | 84-0055     |                                                                             | Списан,Тусон — авиабаза Дэвис-Монтан                | 67  | 86-0107     |      |                                                              |
| 16  | 84-0056     |                                                                             | Списан, Тусон — авиабаза Дэвис-Монтан               | 68  | 86-0108     |      |                                                              |
| 17  | 84-0057     |                                                                             | Авиакатастрофа                                      | 69  | 86-0109     |      |                                                              |
| 18  | 84-0058     |                                                                             | Списан, Тусон — авиабаза Дэвис-Монтан               | 70  | 86-0110     |      |                                                              |
| 19  | 85-0059     |                                                                             |                                                     | 71  | 86-0111     |      |                                                              |
| 20  | 85-0060     |                                                                             |                                                     | 72  | 86-0112     |      |                                                              |
| 21  | 85-0061     |                                                                             |                                                     | 73  | 86-0113     |      |                                                              |
| 22  | 85-0062     |                                                                             | Списан, Тусон — авиабаза Дэвис-Монтан               | 74  | 86-0114     |      | Авиакатастрофа                                               |
| 23  | 85-0063     |                                                                             | Авиакатастрофа                                      | 75  | 86-0115     |      | Списан, Тусон — авиабаза Дэвис-Монтан                        |
| 24  | 85-0064     |                                                                             |                                                     | 76  | 86-0116     |      | Авиакатастрофа                                               |
| 25  | 85-0065     |                                                                             | Списан, Тусон — авиабаза Дэвис-Монтан               | 77  | 86-0117     |      |                                                              |
| 26  | 85-0066     |                                                                             | Списан, Тусон — авиабаза Дэвис-Монтан               | 78  | 86-0118     |      |                                                              |
| 27  | 85-0067     |                                                                             | Списан, Тусон — авиабаза Дэвис-Монтан               | 79  | 86-0119     |      |                                                              |
| 28  | 85-0068     |                                                                             | Используется в 419-й летно-испытательной эскадрильи | 80  | 86-0120     |      |                                                              |
| 29  | 85-0069     |                                                                             |                                                     | 81  | 86-0121     |      |                                                              |
| 30  | 85-0070     |                                                                             | Списан, Тусон — авиабаза Дэвис-Монтан               | 82  | 86-0122     |      |                                                              |
| 31  | 85-0071     |                                                                             | Списан, Тусон — авиабаза Дэвис-Монтан               | 83  | 86-0123     |      |                                                              |
| 32  | 85-0072     |                                                                             |                                                     | 84  | 86-0124     |      |                                                              |
| 33  | 85-0073     |                                                                             |                                                     | 85  | 86-0125     |      |                                                              |
| 34  | 85-0074     | Вылет с базы ВВС Эдвардс в Калифорнии и направился на базу ВВС Дэвис-Монтан | Списан, Тусон — авиабаза Дэвис-Монтан               | 86  | 86-0126     |      |                                                              |
| 35  | 85-0075     |                                                                             | Используется в 419-й летно-испытательной эскадрильи | 87  | 86-0127     |      |                                                              |
| 36  | 85-0076     |                                                                             | Авиакатастрофа                                      | 88  | 86-0128     |      | Списан, Тусон — авиабаза Дэвис-Монтан                        |
| 37  | 85-0077     |                                                                             |                                                     | 89  | 86-0129     |      |                                                              |
| 38  | 85-0078     |                                                                             | Авиакатастрофа                                      | 90  | 86-0130     |      | Списан, Тусон — авиабаза Дэвис-Монтан                        |
| 39  | 85-0079     |                                                                             |                                                     | 91  | 86-0131     |      | Списан, Тусон — авиабаза Дэвис-Монтан                        |
| 40  | 85-0080     |                                                                             | Музей глобальной энергетики на авиабазе Барксдейл   | 92  | 86-0132     |      |                                                              |
| 41  | 85-0081     |                                                                             | Списан, Тусон — авиабаза Дэвис-Монтан               | 93  | 86-0133     |      |                                                              |
| 42  | 85-0082     |                                                                             | Списан, Тусон — авиабаза Дэвис-Монтан               | 94  | 86-0134     |      |                                                              |
| 43  | 85-0083     |                                                                             |                                                     | 95  | 86-0135     |      |                                                              |
| 44  | 85-0084     |                                                                             |                                                     | 96  | 86-0136     |      |                                                              |
| 45  | 85-0085     |                                                                             | Авиакатастрофа                                      | 97  | 86-0137     |      |                                                              |
| 46  | 85-0086     |                                                                             | Списан, Тусон — авиабаза Дэвис-Монтан               | 98  | 86-0138     |      |                                                              |
| 47  | 85-0087     |                                                                             |                                                     | 99  | 86-0139     |      |                                                              |
| 48  | 85-0088     |                                                                             |                                                     | 100 | 86-0140     |      |                                                              |

## На вооружении
ВВС США — 45 B-1B Lancer, по состоянию на 2023 год.

## Боевое применение
- В декабре 1998 года — во время воздушно-наступательной операции «Лиса пустыни» в Ираке по уничтожению объектов, где могли бы находиться или производиться компоненты оружия массового поражения, а также его носители. Два B1-B в ходе четырёх самолёто-вылетов второго этапа операции (следуя во втором эшелоне, после уничтожения РЛС комплексов ПВО и большей части мобильных пусковых установок ЗРК крылатыми ракетами морского и воздушного базирования, ВТО самолётов тактической и палубной авиации, в ходе первого этапа) бомбами Mk 82 уничтожили базы Республиканской гвардии[19].
- В 2001—2002 годах — в первые 6 месяцев военной операции «Несокрушимая свобода» в Афганистане восемь B1-B сбросили около 40 % всех боезарядов (по весу), доставленных коалиционными силами, в числе которых — около 3900 корректируемых бомб JDAM[18][20]. 1 самолёт потерян по техническим причинам[21].
- В 2003 году — во время военной операции «Иракская свобода» в Ираке, на B1-B пришлось около 43 % сброшенных корректируемых бомб JDAM, использовалось 11 самолётов.[18][20]
- 19 марта 2011 года — во время военной операции «Одиссея. Рассвет» в Ливии, с аэродрома в Южной Дакоте были подняты два B-1B ВВС США. Совместно с тремя бомбардировщиками Northrop B-2 Spirit с базы ВВС Уайтмен, штат Миссури, они были направлены в Ливию. Продолжительность операции B-1B в Ливии составила около 24 часов. В этой операции B-1B уничтожили 105 целей, а B-2 Spirit — 45 целей. Среди них склады вооружений, объекты ПВО, командно-контрольные пункты, объекты обслуживания авиационной и прочей военной техники[18][22][23].
- С октября 2014 года по январь 2016 года — B-1B ВВС США участвовали в воздушных ударах по боевикам ИГ в Сирии в городе Кобани[24]. За это время доля вылетов B-1B составила 3 % от общего числа вылетов авиации, противостоящей ИГ, а доля сброшенных бомб и других боеприпасов — 40 %[25]. Участвовавшие в операции самолёты планируется модернизировать летом 2016 года.

## Происшествия
- 29 августа 1984 года в пустыне Мохаве, Калифорния разбился В-1А  (с/н 74-0159). Потеря управления после изменения конфигурации самолёта во время испытательного полета. Один человек, лётчик-испытатель Rockwell, погиб.
- 28 сентября 1987 года В-1В (с/н 84-0052) на полигон Ла-Хунта, Колорадо. Птица пробила капот между двигателем и передней кромкой крыла, что привело к пожару в гидравлической системе, который распространился на другую гидравлическую систему (резервную систему) на противоположном борту. После столкновения самолёт начал набор высоты. Однако за считанные минуты самолёт потерял гидравлическое управление и начал крениться. Командир отдал приказ катапультироваться, когда самолёт ещё находился в частично вертикальном положении. Одно катапультное кресло вышло из строя, а двое других членов экипажа не смогли выполнить катапультирование снизу из-за нехватки времени. На борту было 6 человек. Погибло трое.
- 8 ноября 1988 года В-1В (с/н 85-0063) на авиабазе Дайс, Техас. Пожар в левом крыле вывел из строя два из четырёх двигателей самолёта и повредил систему управления. Экипаж благополучно катапультировался.
- 17 ноября 1988 г.В-1В (с/н 85-0076) возле авиабазы Рапид-Сити-Элсуорт. B-1B 85-0076 совершил тренировочный полёт с авиабазы Элсуорт вместе с другим B-1B и самолётом-заправщиком. Погода в Эллсуорте ухудшилась, что вынудило экипаж прервать полёт. Первый заход на посадку по ILS к взлётно-посадочной полосе 31 был прерван, и полёт был переведен на заход на посадку по TACAN на взлетно-посадочную полосу 31, поскольку у TACAN были более низкие минимумы. В финале самолёт врезался в столбы мониторов и разбился. Все члены экипажа катапультировались. Самолёт был полностью разрушен.
- 30 ноября 1992 года В-1В (с/н 86-0106) 36 миль к юго-юго-западу от Ван Хорна, Техас. Самолёт разбился на высоте 300 футов ниже линии хребта высотой 6500 футов во время ночного вылета. Экипаж погиб в результате крушения. B-1 начал левый поворот в направлении гребня за двадцать восемь секунд до удара. За 13 секунд до удара автоматическая система слежения за местностью на борту самолета произвела «взлёт» — часть системы слежения за местностью бомбардировщика. Незадолго до крушения члены экипажа вручную прервали функцию «генерируемого взлета» B-1. В ВВС объяснили катастрофу ошибкой пилота. Погибших: 4
- 19 сентября 1997 года в 15:25 B-1B (с/н 85-0078) разбился при выполнении учебно-тренировочного полёта на малой высоте. Все четыре члена экипажа погибли[26][27][28][29][30].Причиной катастрофы стала чрезмерная скорость снижения, которая возникла во время выполнения экипажем разрешенного, часто практикуемого оборонительного маневра. Пилот замедлил ход и сделал резкий разворот на малой высоте во время оборонительных мер и имитации бомбардировки, когда самолет врезался в землю.
- 18 февраля 1998 года B-1B (с/н 84-0057) потерпел крушение вблизи города Марион[англ.]. После сигнализации о пожаре и выключения двигателя произошло короткое замыкание в панели предупреждения и тушения пожара, вызвавшее отключение оставшихся трёх двигателей. Экипаж благополучно катапультировался[29].
- 12 декабря 2001 года в 21:30 B-1B (с/н 86-0114) потерпел крушение над Индийским океаном. Все четверо членов экипажа успешно катапультировались и были спасены. Чрезвычайная ситуация произошла во время перелёта для выполнения дальней боевой миссии над Афганистаном. Пилот — капитан Уильям Стил — объяснил крушение «несколькими неисправностями», в результате которых бомбардировщик «вышел из-под контроля»[29][31][32][33].
- 15 сентября 2005 года B-1B (с/н 85-0066) был серьёзно поврежден в результате пожара при посадке на авиабазе «Андерсен» на острове Гуам. Утечка гидравлической жидкости и искры из повреждённого колеса вызвали пожар в правом шасси во время приземления самолёта. В результате пожара были повреждены правое крыло, гондола двигателя, планер и шасси. Сметная стоимость ремонта составила более чем 32 миллиона долларов[34].
- 8 мая 2006 года B-1B (с/н 86-0132) после одиннадцатичасового перелёта на остров Диего-Гарсия приземлился с поднятым шасси. Возникший пожар был быстро потушен. Экипаж эвакуировался через верхний люк, второй пилот получил незначительную травму спины[35].
- 4 апреля 2008 года в 21:10 B-1B (с/н 86-0116/EL) был уничтожен последовательными взрывами боекомплекта во время пожара на авиабазе «Аль-Удейд»[англ.] в Катаре. Причиной стал отказ гидравлической системы во время руления, после которого бомбардировщик врезался в бетонный барьер и загорелся. Экипаж благополучно покинул самолёт[36][37].
- 19 августа 2013 года в 09:30 B-1B (с/н 85-0091) потерпел крушение недалеко от города Бродус (Монтана) во время тренировочного полёта после взлёта с авиабазы «Эллсворт»[англ.]. Все четверо членов экипажа благополучно катапультировались и приземлились с легкими травмами. Причиной стало механическое повреждение, вызвавшее утечку топлива и взрывы[38][39][40].
- 1 мая 2018 года в 13:30 B-1B (с/н 86-0109/DY) совершил аварийную посадку в аэропорту Мидленда[41][42]. Во время обычного тренировочного полёта сработала пожарная сигнализация в трёх отсеках бомбардировщика (позднее СМИ, ссылаясь на неофициальные источники, сообщили, что экипаж обратил внимание на сигналы, появившиеся на панели предупреждений о пожаре: сначала о пожаре третьего двигателя (всего их у самолёта четыре), расположенного ближе к фюзеляжу, а затем о пожаре в надкрыльевом обтекателе). Два пожара удалось погасить штатными средствами, третий — в двигателе №2, — ликвидировать не удалось и командир приказал экипажу покинуть самолёт. Первым выполнить приказ командира должен был оператор вооружения, аварийный люк был отстрелян, произошла разгерметизация кабины, но кресло оператора не поехало по рельсам, и катапультирование не произошло. После этого командир корабля скомандовал — «отменить катапультирование. Пытаемся сесть». В течение 25 минут B-1B с горящим двигателем и разгерметизированной кабиной долетел до аэропорта в Мидленде и был благополучно посажен, затем был потушен горевший двигатель (оператор вооружения оставался в своём кресле всё время до посадки, при этом сохранялась опасность того, что катапультирование его кресла всё-таки произойдёт). Самолёт стоимостью 400 миллионов долларов был спасён; после капитального ремонта и модернизации он будет возвращён в 7-е бомбардировочное авиакрыло в Техасе[12][43]. 
 Неофициальные источники, знакомые с результатами расследования, назвали командира экипажа героем за спасение боевой машины и людей на борту. Впоследствии членов экипажа наградили Крестами лётных заслуг за профессионализм и мужество, проявленные в аварийной ситуации.
- 20 апреля 2022 года в 22:16 на самолете B-1B (с/н 85-0089), приписанном к 7-му бомбардировочному крылу[англ.] Командования глобальных ударов ВВС США, произошел катастрофический отказ двигателя при проведении технического обслуживания на авиабазе ВВС США «Дайс» в штате Техас. Во время изменения режима работы на максимальную мощность с целью проверки правильности работы сопла, двигатель F101-GE-102 вышел из строя, выбросив диск вентилятора 2-й ступени, который разорвал топливопроводы, что привело к возгоранию. Диск приземлился на расстоянии более 500 футов от самолёта. Специалист по техническому обслуживанию получил рваные раны, повреждения мышц и костей, в результате попадания горячих осколков в правую ногу. Бомбардировщик получил катастрофические повреждения двигателя № 1, обширные повреждения левой гондолы и крыла, повреждения критически важных механических, электрических и гидравлических компонентов. Ущерб, причинённый самолёту, составил 14 943 680 долларов США. Диск вентилятора отработал только четверть назначенного срока службы[44][45].

С 7 по 21 июня 2018 года, после инцидента в Мидлэнде, полёты B-1B были приостановлены, так как была обнаружена проблема с одним из компонентов кресла катапультирования самолёта.
В 2019 году B-1B вновь вывели из эксплуатации — выявлялась проблема в установке тормозного парашюта.
Весной 2021 года ВВС США в третий раз за последние три года приостановили полёты всего парка бомбардировщиков B-1B Lancer. На этот раз причиной стали проблемы с корпусом фильтра топливного насоса.
- 4 января 2024 года самолет B-1B  (с/н 85-0085) Lancer ВВС, приписанный к базе ВВС Эллсуорт в Южной Дакоте, разбился при попытке приземлиться на объекте. В момент катастрофы он выполнял учебную миссию. На борту находились четыре члена экипажа. Все четверо благополучно катапультировались.

## Где можно увидеть
- B-1A — третий B-1A (серийный номер AF 74-0160) — Музей Wings Over the Rockies на бывшей базе ВВС Лоури, Денвер, Колорадо.
- B-1A — четвертый и последний B-1A (серийный номер 74-0174) — Музей стратегического авиационного командования и космонавтики возле авиабазы Оффатт, Эшленд, Небраска.
- B-1B (серийный номер 84-0051) — Национальный музей ВВС США, авиабаза Райт-Паттерсон[англ.], Дейтон, Огайо.
- B-1B (серийный номер 83-0065) —В парке Дайс, на базе ВВС Дайс, штат Техас. Это был первый самолет, поставленный в ВВС, получивший название «Звезда Абилина».
- B-1B (серийный номер 83-0066) — Экспонат на базе ВВС США Mountain Home Air Force Base
- B-1B (серийный номер 83-0067) — Музей авиации и космонавтики Южной Дакоты, база ВВС Элсуорт, Южная Дакота. На авиабазе Эллсворт находится одно из двух крыльев B-1B регулярных ВВС.
- B-1B (серийный номер 83-0068) — В парке Reflections of Freedom, база ВВС МакКоннелл, Уичито, Канзас.
- B-1B (серийный номер 83-0069) — Музей авиации, база ВВС Робинс, Уорнер Робинс, Джорджия.
- B-1B (серийный номер 83-0070) — Аэрокосмический музей Хилл, база ВВС Хилл, Огден, Юта.
- B-1B (серийный номер 83-0071) «Spit Fire» — аэродром Чарльза Б. Холла у главных ворот базы ВВС Тинкер, Оклахома-Сити.
- B-1B (серийный номер 85-0080) — Музей глобальной энергетики на авиабазе Барксдейл, Боссье-Сити, Луизиана.

## Тактико-технические характеристики
Источник данных: Pace S., 1998; Logan D., Miller J., 1986; Ильин В. Е., Левин М. А., 1996.
| ТТХ B-1 различных модификаций                                              |                                                                           | |
|                                                                            | B-1A                                                                      | B-1B |
| Технические характеристики                                                 |                                                                           | |
| Экипаж                                                                     | 4 (командир, пилот, оператор вооружения и оператор оборонительных систем) | 4 (командир, пилот, оператор вооружения и оператор оборонительных систем)                                                           |
| Длина, м                                                                   | 46                                                                        | 44,81 |
| Размах крыла, м (при минимальном / максимальном угле стреловидности)       | 41,67 / 23,84                                                             | 41,67 / 23,84 |
| Высота, м                                                                  | 10,24                                                                     | 10,24 |
| Площадь крыла, м²                                                          | 181,2                                                                     | 181,2 |
| Коэффициент удлинения крыла                                                | 9,6 / 3,14                                                                | 9,6 / 3,14 |
| Коэффициент сужения крыла                                                  | 3,5 / —                                                                   | 3,5 / — |
| Угол стреловидности по передней кромке                                     | 15° / 67,5°                                                               | 15° / 67,5° |
| Профиль крыла                                                              | NA69-190-2                                                                | NA69-190-2 |
| База шасси, м                                                              | 17,53                                                                     | 17,53 |
| Колея шасси, м                                                             | 4,42                                                                      | 4,42 |
| Масса пустого, кг                                                          | 64 860                                                                    | 87 457 |
| Максимальная взлётная масса, кг                                            | 176 800                                                                   | 216 365 |
| Силовая установка                                                          | 4 × ТРДДФ F101-GE-100                                                     | 4 × ТРДДФ F101-GE-102 |
| Бесфорсажная тяга, кН                                                      | 4 × 75,6                                                                  | 4 × 64,9 |
| Форсажная тяга, кН                                                         | 4 × 132,8                                                                 | 4 × 136,9 |
| Лётные характеристики                                                      |                                                                           | |
| Максимальная скорость, км/ч                                                | 2300 (М=2,22)                                                             | 1328 (М=1,25) (на 15 240 м) 1160 (М=0,92) (на 61-152 м)                                                                             |
| Практическая дальность, км (без дозаправки)                                | 9817                                                                      | 12000 |
| Практический потолок, м                                                    | 18 900                                                                    | 18 290 |
| Нагрузка на крыло, кг/м² (расч.) (При максимальной взлётной массе)         | 975,7                                                                     | 1194,1 |
| Тяговооружённость (расч.) (При максимальной взлётной массе на/без форсажа) | 0,306 / 0,174                                                             | 0,258 / 0,122 |
| Вооружение                                                                 |                                                                           | |
| Боевая нагрузка, кг                                                        | 34 020                                                                    | 60 690 (34 020 + 26 670 на внешних подвесках)                                                                                       |
| Ракеты «воздух-поверхность»                                                | 24+8 × AGM-69 (внутр. + внеш.)                                            | 24 × AGM-158 |
| Авиабомбы                                                                  |                                                                           | 24 × B61 или B63 84 × Mk 82 24 × Mk 84 30 × CBU-87/89/97 30 × CBU-103/104/105 24 × GBU-31 15 × GBU-38 84 × мины Mk 62 8 × мин Mk 65 |

### Сравнение с аналогами
|                                           | Ту-160    | Ту-95  | B-1A                | B-1B                                                                      | B-2    | B-52    |
| ----------------------------------------- | --------- | ------ | ------------------- | ------------------------------------------------------------------------- | ------ | ------- |
| Внешний вид                               |           |        |                     |                                                                           |        |         |
| Максимальная взлётная масса, т            | 275       | 172    | 176,8               | 216,4                                                                     | 171    | 229     |
| Максимальная боевая нагрузка, т           | 45        | 20     | 34                  | 60,7 (34,02 + 26,67 на внешних подвесках)                                 | 27     | 22,7    |
| Максимальная скорость, км/ч               | 2230      | 910    | 2300                | 1328                                                                      | 1010   | 957     |
| Боевой радиус, км                         | 07300     | 6500   |                     | 5543                                                                      | 5300   | 7210    |
| Дальность с боевой нагрузкой, км          | 010 500   | 12 100 | 9817                | 10 932 (с боевой нагрузкой в 24,24 т) 8195 (с боевой нагрузкой в 26,88 т) | н/д    | н/д     |
| Максимальная дальность, км                | 00014 500 | 15 000 |                     | 0013 500                                                                  | 11 100 | 016 090 |
| Рабочий потолок, м                        | 16 000    | 11 900 | 18 900              | 18 290                                                                    | 15 000 | 16 765  |
| Совокупная тяга двигателей, кгс           | 100 000   | 48 000 |                     | 55 400                                                                    | 31 300 | 61 680  |
| Применение технологий снижения заметности | частично  | нет    | нет                 | частично                                                                  | да     | нет     |
| Количество самолётов в строю              | 17        | 58     | н/д (произведено 4) | 44                                                                        | 20     | 58      |